# چسبک‌ماهی (سرده)
چسبک‌ماهی (سرده) (نام علمی: Remora) نام یک سرده از تیره چسبک‌ماهیان است.

## گونه‌ها
- چسبک‌ماهی سفید (کونراد جیکاب تمینک & هرمان اشلگل, 1850) (white suckerfish)
- Remora australis  (F. D. Bennett, 1840) (whalesucker)
- چسبک‌ماهی نیزه‌ای (R. T. Lowe, 1839) (spearfish remora)
- نیزه‌ماهی‌چسب (ژرژ کوویه, 1829) (marlin sucker)
- چسبک‌ماهی معمولی (کارل لینه, 1758) (common remora or shark sucker)